# 카다스
카다스(KADATH)는 일본의 프로그레시브 록 밴드이다. 2009년 기타 스가와라 히로미가 야마구치현에서 결성했다.

## 개요
밴드명 카다스는 H. P. 러브크래프트의 크툴루 신화에서 가져온 것이다. 산뜻하고 강렬한 연주로 헤비 프로그레시브 록을 연주한다.

## 앨범
- 2011 The Dream-Quest Of Unknown Kadath
- 2016 Rengoku Gakudan
- 2019 Noises Out of Space